# Belonogaster maromandia
Belonogaster maromandia är en getingart som beskrevs av Richards 1982. Belonogaster maromandia ingår i släktet Belonogaster och familjen getingar. Inga underarter finns listade.